# 光化
光化（こうか）は中国・唐代昭宗の治世で用いられた。898年8月 - 901年3月。
- 元年:李茂貞を避け華州（陝西省渭南市華州区）にいた昭宗が長安に帰る。
- 3年:昭宗が宦官に幽閉され、皇太子の李裕が宦官によって帝位に擁立される。

## 西暦・干支との対照表
| 光化 | 元年  | 2年   | 3年   | 4年   |
| 西暦 | 898年 | 899年 | 900年 | 901年 |
| 干支 | 戊午  | 己未  | 庚申  | 辛酉  |